# Простые истины
«Простые истины» — российский телесериал производства кинокомпании «Синебридж», целевой аудиторией которого являлась молодёжь. Один из первых российских телесериалов. В «Простых истинах» снимались как известные на тот момент артисты, так и обычные школьники. Он оказался дебютным для нескольких актёров, позже проявивших себя в иных работах в театре, кино и на телевидении.

## Сюжет
Действие сериала происходит в обычной московской школе № 1240 (съемки, согласно титрам также проходили в школе № 1240). По сюжету весь сериал состоит из двух частей. В первой части сюжет развивается вокруг учеников 11 «Б» класса. Причём многие сюжеты этого цикла связаны с парой: Алиса Аржанова и Андрей Дангулов.
Через год 11 «Б» покинет школу, и на смену выпускникам придут новые ученики. С их приключениями в течение двух с половиной лет (до нового выпускного) связаны события второй части. Съемки частично проходят в квартирах в доме на Патриарших прудах, где живут школьники.
Педагогический коллектив школы небольшой. В 217 серии учитель химии говорит учителю английского языка, что в школе работают «два десятка учителей». Показаны (в старших классах) учителя следующих предметов:
истории (директор школы), физики (завуч, потом учитель Пушкин), математики (завуч), химии, русского языка и литературы, английского языка, физкультуры, ОБЖ, биологии и географии.
Время действия не названо, но по упоминаниям можно установить, что описаны события с 1 сентября 1999 года по июнь 2003 года. То, что 1-я серия 1-го сезона начинается 1 сентября 1999 года очевидно из следующего. В 16-й серии 1-го сезона директор школы говорит депутату Скворцову, что видел его в Чернобыле 13 лет назад, где оба работали добровольцами. Так как Чернобыльская авария была в 1986 году, то 13 лет после нее прошли в 1999 году. А 1-я серия 1-го сезона описывает учебный день 1 сентября. Эту датировку подтверждает 28-я серия 1-го сезона, где идет подготовка к встрече 2000 года. Впрочем, в дальнейшем датировка несколько сбивается. Действие 149-й серии происходит 10 февраля 2002 года — именно с этой даты в школе, согласно приказу директора, вводится единообразие в одежде. А вот действие 185-й серии происходит в декабре 2001 года — это видно по календарю, который висит в квартире Вайнштейнов. Действие последней серии происходит в 2003 году — это видно по календарю в учительской.
В сюжет включены рекламные мотивы. В учительской висит реклама www.shoes.ru и обувной компании «Grinders». В первой части герои ходят на подготовительные курсы в университет Натальи Нестеровой (который по сюжету находится рядом со школой № 1240). Во второй части герои проводят досуг в баре «Движок». Их любимое лакомство орешки в шоколаде «Движок». В 248-й серии учителя и школьники с восхищением читают журнал «Cool», ученица Мазуренко получает неудачный загар (она воспользовалась кремом вопреки совету в «Cool»), а трое школьников участвуют в организованном журналом конкурсе. Также иногда герои обсуждают то, что их школа находится в Кондратьевском переулке.

## В ролях

### Основной состав

#### Учителя и работники школы
| Актёр                | Персонаж                               | Должность                                                                             | Части     | Части        | Части        |
| Актёр                | Персонаж                               | Должность                                                                             | 1         | 2            | 3            |
| -------------------- | -------------------------------------- | ------------------------------------------------------------------------------------- | --------- | ------------ | ------------ |
| Борис Невзоров       | Борис Иванович Комаров                 | Директор школы / учитель истории                                                      | Постоянно | Постоянно    | Постоянно    |
| Елена Мольченко      | Апраксина Нина Андреевна               | Завуч / учитель физики                                                                | Постоянно | Постоянно    | Постоянно    |
| Антонина Венедиктова | Елена Павловна Смирнова                | Учитель химии                                                                         | Постоянно | Постоянно    |              |
| Ольга Будина         | Вера Сергеевна Маркелова               | Учитель английского языка                                                             | Постоянно | Постоянно    |              |
| Наталья Чернявская   | Тамара Ивановна Румянцева              | Секретарь школы                                                                       | Постоянно | Постоянно    | Постоянно    |
| Виктор Низовой       | Сергей Эдуардович Авдеев               | Учитель физкультуры и ОБЖ                                                             | Постоянно | Постоянно    | Постоянно    |
| Анна Исайкина        | Евгения Николаевна Моторина / Денисова | Учитель русского языка и литературы / классный руководитель 11 «Б» (первая часть)     | Постоянно | Постоянно    | Постоянно    |
| Ольга Битюцкая       | Ольга Давыдовна                        | Учитель начальных классов                                                             | Постоянно | Периодически | Периодически |
| Нина Персиянинова    | Анна Марковна Лужина                   | Учитель начальных классов и географии                                                 | Постоянно | Периодически | Периодически |
| Алексей Гуськов      | Игорь Львович                          | Школьный психолог                                                                     | Постоянно |              |              |
| Ольга Кузина         | Маргарита Валентиновна Виноградова     | Учитель английского языка / классный руководитель 10 и 11 «Б» (вторая и третья часть) | Постоянно | Постоянно    | Постоянно    |
| Евгений Князев       | Павел Сергеевич Зимин                  | Школьный психолог                                                                     |           | Постоянно    | Постоянно    |
| Михаил Полицеймако   | Александр Сергеевич Пушкин             | Учитель физики и астрономии                                                           |           | Постоянно    | Постоянно    |
| Валерий Афанасьев    | Пётр Алексеевич Калитин                | Учитель ОБЖ и информатики                                                             |           | Постоянно    | Постоянно    |
| Эльвира Болгова      | Ольга Дмитриевна Бородина              | Учитель химии                                                                         |           | Постоянно    | Постоянно    |
| Ольга Погодина       | Ольга Дмитриевна Бородина              | Учитель химии                                                                         |           |              | Постоянно    |
| Елена Мельникова     | Марина Леонидовна Рузина               | Завуч / учитель математики                                                            |           |              | Постоянно    |
| Ирина Томская        | Ирина Сергеевна Вишневская             | Учитель химии                                                                         |           |              | Постоянно    |
| Павел Сметанкин      | Андрей Михайлович Трофимов             | Учитель психологии семейной жизни, биологии и анатомии                                |           |              | Постоянно    |

#### Ученики
| Актёр                               | Персонаж                            | Части                 | Части                 | Части                 |
| Актёр                               | Персонаж                            | 1                     | 2                     | 3                     |
| 11 «Б» (первая часть)               | 11 «Б» (первая часть)               | 11 «Б» (первая часть) | 11 «Б» (первая часть) | 11 «Б» (первая часть) |
| ----------------------------------- | ----------------------------------- | --------------------- | --------------------- | --------------------- |
| Юрий Макеев                         | Андрей Дангулов                     | Постоянно             |                       | Гость                 |
| Юлия Трошина                        | Алиса Аржанова                      | Постоянно             |                       | Гость                 |
| Инна Аслиян                         | Карина Геворкян                     | Постоянно             |                       |                       |
| Александр Нестеров                  | Игорь Цыбин                         | Постоянно             | Гость                 | Гость                 |
| Анастасия Козлова                   | Полина Старостина                   | Постоянно             |                       | Гость                 |
| Анна Цымбалистова                   | Лиза Самусенко                      | Постоянно             |                       | Гость                 |
| Михаил Беленький                    | Миша Яковлев                        | Постоянно             | Гость                 | Гость                 |
| Алексей Ильин                       | Алексей Бурундуков                  | Постоянно             |                       | Периодически          |
| Артём Семакин                       | Артём Зюляев                        | Постоянно             | Гость                 | Гость                 |
| 10 и 11 „Б“ (вторая и третья части) |                                     |                       |                       |                       |
| Вита Гребнева                       | Люся Мазуренко                      | Гость                 | Постоянно             | Постоянно             |
| Полина Беленькая                    | Наташа Царёва / Харькова            | Гость                 |                       |                       |
| Александра Цымбалистова             | Наташа Царёва / Харькова            |                       | Постоянно             | Постоянно             |
| Дмитрий Виноградов                  | Руслан Алишеров                     | Гость                 | Постоянно             | Постоянно             |
| Анатолий Руденко                    | Дима Карпов                         |                       | Постоянно             |                       |
| Татьяна Арнтгольц                   | Катя Трофимова                      |                       | Постоянно             | Постоянно             |
| Вадим Утенков                       | Максим «Гриндерс» Егоров            |                       | Постоянно             | Постоянно             |
| Никита Островский                   | Матвей Сосновский                   |                       | Постоянно             | Постоянно             |
| Иван Похмелкин                      | Данила Вайнштейн                    |                       | Постоянно             | Постоянно             |
| Марина Черепухина                   | Лида Иванова                        |                       | Постоянно             | Постоянно             |
| Евгений Косырев                     | Павел Белкин                        |                       | Постоянно             |                       |
| Вячеслав Манучаров                  | Павел Белкин                        |                       |                       | Постоянно             |
| Анастасия Задорожная                | Анжелика Селивёрстова               |                       | Постоянно             | Постоянно             |
| Нина Филимошкина                    | Ксения Лисицына                     |                       | Постоянно             | Постоянно             |
| Анастасия Панченко                  | Лера Пронина                        |                       | Постоянно             | Постоянно             |
| Дмитрий Ермилов                     | студент психологического факультета | Гость                 |                       |                       |
| Дмитрий Ермилов                     | Алексей Калитин                     |                       | Постоянно             | Постоянно             |
| Даниил Большов                      | Дима Князев                         |                       | Постоянно             |                       |
| Антон Храпов                        | Анатолий Петрович Волков            |                       |                       | Постоянно             |
| Михаил Хабин                        | Арсений Арцыбашев                   |                       |                       | Постоянно             |
| Кирилл Канахин                      | Федя Бакланов                       |                       |                       | Постоянно             |
| Другие                              |                                     |                       |                       |                       |
| Анастасия Стачинская                | Настя Румянцева                     | Постоянно             | Постоянно             | Постоянно             |
| Марина Кучкова                      | Марина Королькова                   | Постоянно             |                       |                       |
| Мария Шастина                       | Марина Королькова                   |                       |                       | Гость                 |

### Второстепенный состав
- Александр Ильин-мл. — Женя Смирнов, сын Елены Павловны, ученик 9 и 10 «Б»
- Анна Воронова — медсестра Зоя Тихоновна
- Никита Кудрявцев — мальчишка-хулиган Никита из 6 «А»
- Данила Козловский — полный мальчишка-хулиган Денис Селивёрстов из 6 «А»
- Антон Колесников — Максим Новиков из 6 «А»
- Пётр Чернявский — Егор, учится у Анны Марковны
- Юлия Мелентьева — Аня, одноклассница Насти
- Дмитрий Чуприн — Дима
- Мария Горбань — девочка в жёлтой кофточке
- Марианна Кузнецова — уборщица «баба Аня» (в одних сериях называется Анна Фёдоровна, в других Анна Сергеевна)
- Валерий Баринов — депутат Скворцов (16-я серия, 1-й сезон)
- Алексей Панин — диджей (61-я серия, 2-й сезон)
- Борис Клюев — сотрудник фирмы (91-я серия, 2-й сезон)
- Мария Куликова — Лена (51 серия), Женя (186 серия)
- Александр Самойлов — капитан милиции (221-я и 228-я серии)
- Алексей Маклаков — Нефёдов Андрей Константинович (225-я серия)
- Ирина Домнинская — няня Виолетта Самсоновна (262-я серия)
- Анна Ардова — Лариса (299-я и 328 серии)
- Сергей Бобунец — камео (332-я серия)
- Елена Казаринова — Мария Васильевна, тетя Люси Мазуренко (344-я серия)
- Владимир Большов — отец Димы Князева
- Николай Сахаров — отец Димы Карпова
- Игорь Кашинцев — декан Университета Натальи Нестеровой
- Юрий Назаров — Василий Петрович
- Борис Романов — преподаватель танцев в Университете Натальи Нестеровой
- Светлана Аманова — мама Леры Прониной
- Людмила Погорелова — мама Лёши Бурундукова
- Анна Гуляренко — мама Лиды Ивановой
- Игорь Петренко — Саша «Ромео»
- Елена Галибина — Луиза-Мария
- Ия Нинидзе — мама Карины Геворкян
- Александра Назарова — бабушка Люси Мазуренко
- Сергей Юшкевич — отец Миши Яковлева
- Евгений Князев — преподаватель Университета Натальи Нестеровой (51-я серия)
- Ольга Арнтгольц — Маша Трофимова, сестра-близнец Кати

## Технические данные
- Сериал шёл в эфире с 6 сентября 1999 по 8 августа 2003 года (с перерывами) на канале «Россия» (до 239-й серии). Серии с 240 по 350 были показаны только на канале «РТР-Планета» (с 1 октября 2003 по 21 мая 2004 года)[2].
- Сериал снимался в московской школе № 1240.
- Было снято 350 серий.
- Сериал показывали на телеканалах: Россия, Бибигон, Карусель (Россия), Новый канал, К2, ТЕТ, Интер+ (Украина), TV5 (Латвия), ЛАД (Белоруссия).
- Так как серии 1—56 снимались в 1999—2000 годах, на них присутствует эффект зернистости и потеря цветовой гаммы.

## Награды сериала
Сериал «Простые истины» — лауреат XI Международного фестиваля телепрограмм для подростков, детского кинофестиваля в «Артеке» и V Всероссийского фестиваля визуальных искусств в «Орлёнке».

## Съёмочная группа

### Режиссёры
- Юрий Беленький
- Александр Замятин
- Евгений Старков
- Вадим Шмелёв

### Продюсеры
- Сергей Кучков
- Марк Левин

### Сценаристы
| - Александр Бачило - Александр Васильев - Светлана Василенко - Елена Вержак - Наталья Ворожбит - Александр Замятин - Дмитрий Зверьков - Алена Званцова |  | - Ася Карева - Николай Истомин - А. Истомина - Сергей Калужанов - Дмитрий Константинов - Наталья Котова - Рауф Кубаев - Шабан Муслимов | - Дмитрий Курилов - Марк Левин - Людмила Пивоварова - Алена Рубик - Андрей Самсонов - Сергей Сергеев - Вера Фёдорова - Борис Хан | - Арсений Конецкий - Наталья Чепик - Вадим Шмелёв - Михаил Щедринский |

### Операторы
- Виктор Пищальников
- Юрий Уланов